# Округ Грин (Џорџија)
Округ Грин (енгл. Greene County) је округ у америчкој савезној држави Џорџија.

## Демографија
По попису из 2010. године број становника је 15.994, што је 1.588 (11,0%) становника више него 2000. године.
| Група             | 2000.         | 2010.         |
| Белци             | 7.481 (51,9%) | 8.771 (54,8%) |
| Афроамериканци    | 6.403 (44,4%) | 6.105 (38,2%) |
| Азијати           | 36 (0,2%)     | 54 (0,3%)     |
| Хиспаноамериканци | 420 (2,9%)    | 893 (5,6%)    |
| Укупно            | 14.406        | 15.994        |